# 日光いろは坂女子駅伝大会
日光いろは坂女子駅伝大会（にっこういろはざかじょしえきでんたいかい）は、2014年から2017年まで毎年11月の最終日曜日に日光市で開催されていた、女子が参加する駅伝大会である。『日光をランナーの聖地』とする実行委員会主催、日光市・日光市観光協会・足銀日光経友会共催、東武鉄道・足利銀行特別協賛、また協賛の日産自動車が先導車を提供していた。

## 概要
「女子は日光から世界へ」、「日光をランナーの聖地に」を合言葉に、いろは坂を舞台とした大学女子の駅伝大会である。日光だいや川公園から日光二荒山神社中宮祠までの6区間23.4km、最大標高差875m、国内屈指の難コースを舞台に行われる。高低差だけを見れば、富士山女子駅伝（172m）の5倍以上であり、また箱根駅伝5区の最大標高差864メートルを上回り、距離は短いが、いろは坂を登る4区、5区では止まってしまう選手も出るほどの苛酷なコースである。テレビ放送にて解説を担当している増田明美は、この苛酷なコースは世界に出てアフリカ勢と戦う女子選手の強化につながるものだと述べている。日本学生陸上競技連合の後援はないが、地元の栃木陸上競技協会が運営協力をしている。地域の観光振興的意味合いが強い駅伝大会である。実況生中継はされておらず、12月中旬頃にBS日テレ
にて中継録画されたものが、1時間半枠で全国放送されている。駅伝大会前日には、市民参加型の日光ハイウェイマラソン大会も行われていたが、2016年度は女子駅伝のみが行われた。2018年2月9日に開催された実行委員会において、諸般の事情を考慮し、2017年の大会を以て、今後開催しないことが決定した。

## 参加チーム
第1回大会は13大学14チーム、第2回大会は17大学18チームが参加した。東京農業大学のみA、Bと2チームが参加、開催地の地元栃木県からは、白鷗大学
が唯一参加している。一区間の距離が短いため、下級生主体のチームで挑む大学が多い。

## 出場資格
OG混合チームを認め、タイムによる参加基準がないため、他の大学駅伝には出場が難しい東京大学他も参加している。第1回大会には、埼玉大学がOG混合チームにて参加しており、受け皿の広い駅伝大会である。

## 歴代出場校順位成績
| 第1回 （2014年11月30日） | 第1回 （2014年11月30日） |
| ------------------------ | ------------------------ |
| 優勝                     | 東京農業大学A            |
| 2位                      | 大東文化大学             |
| 3位                      | 大阪芸術大学             |
| 4位                      | 関西外国語大学           |
| 5位                      | 中央大学                 |
| 6位                      | 東洋大学                 |
| 7位                      | 東京農業大学B            |
| 8位                      | 立教大学                 |
| 9位                      | 国士舘大学               |
| 10位                     | 松蔭大学                 |
| 11位                     | 東京学芸大学             |
| 12位                     | 聖徳大学                 |
| 13位                     | 埼玉大学OG混合           |
| 14位                     | 東京大学OG混合           |

| 第2回 （2015年11月29日） | 第2回 （2015年11月29日） |
| ------------------------ | ------------------------ |
| 優勝                     | 大東文化大学             |
| 2位                      | 関西外国語大学           |
| 3位                      | 日本体育大学             |
| 4位                      | 東京農業大学A            |
| 5位                      | 中央大学                 |
| 6位                      | 大阪芸術大学             |
| 7位                      | 東京農業大学B            |
| 8位                      | 白鷗大学                 |
| 9位                      | 日本女子体育大学         |
| 10位                     | 松蔭大学                 |
| 11位                     | 国士舘大学               |
| 12位                     | 東洋大学                 |
| 13位                     | 東京学芸大学             |
| 14位                     | 立教大学                 |
| 15位                     | 日本大学                 |
| 16位                     | 聖徳大学                 |
| 17位                     | 日本女子大学             |
| 18位                     | 東京大学OG混合           |

| 第3回 （2016年11月27日） | 第3回 （2016年11月27日） |
| ------------------------ | ------------------------ |
| 優勝                     | 大東文化大学             |
| 2位                      | 大阪芸術大学             |
| 3位                      | 東京農業大学A            |
| 4位                      | 関西外国語大学           |
| 5位                      | 中央大学                 |
| 6位                      | 東京農業大学B            |
| 7位                      | 白鷗大学                 |
| 8位                      | 東洋大学                 |
| 9位                      | 聖徳大学                 |
| 10位                     | 日本女子体育大学         |
| 11位                     | 日本大学                 |
| 12位                     | 松蔭大学                 |
| 13位                     | 立教大学                 |
| 14位                     | 東京学芸大学             |
| 15位                     | 東京大学                 |

| 第4回 （2017年11月26日） | 第4回 （2017年11月26日） |
| ------------------------ | ------------------------ |
| 優勝                     | 大阪芸術大学             |
| 2位                      | 東京農業大学A            |
| 3位                      | 関西外国語大学           |
| 4位                      | 東京農業大学B            |
| 5位                      | 白鷗大学                 |
| 6位                      | 中央大学                 |
| 7位                      | 松蔭大学                 |
| 8位                      | 聖徳大学                 |
| 9位                      | 東京女子体育大学         |
| 10位                     | 上智大学                 |
| 11位                     | 東京学芸大学             |
| 12位                     | 東京大学                 |
| 13位                     | 日本女子大学             |

## 歴代出場校および出場回数
記録は第4回まで。括弧内は出場回数。初出場の古い順に左から右に表記。
| - 東京農業大学(4) - 東洋大学(3) - 聖徳大学(4) - 日本大学(2) | - 大東文化大学(3) - 立教大学(3) - 埼玉大学(1) - 日本女子大学(2) | - 大阪芸術大学(4) - 国士舘大学(2) - 東京大学(4) - 白鷗大学(2) | - 関西外国語大学(4) - 松蔭大学(4) - 日本体育大学(1) - 東京女子体育大学(1) | - 中央大学(4) - 東京学芸大学(4) - 日本女子体育大学(2) - 上智大学(1) |
|                                                             |                                                                 |                                                               |                                                                           |                                                                     |

## 区間最高記録
| 1区（4.7km）     | 16:45   | 飯野摩耶（東京農業大学） | 2014年 |
| 2区（5.2km）     | 18:11   | 山口可純（大東文化大学） | 2016年 |
| 3区（3.5km）     | 14:51   | 瀬川帆夏（大東文化大学） | 2015年 |
| 4区（3.0km）     | 13:05   | 田山満理（大東文化大学） | 2014年 |
| 5区（3.5km）     | 14:11   | 東本彩（大阪芸術大学）   | 2014年 |
| 6区（3.5km）     | 11:53   | 中村瑠花（東京農業大学） | 2014年 |
| 全区間（23.4km） | 1:29:49 | 大東文化大学             | 2015年 |